# Quinta eccedente
L'intervallo di quinta eccedente è l'intervallo esistente tra due note distanti fra loro 8 semitoni, cioè 4 toni. 
Gli intervalli sono classificati in maggiori, minori e giusti. Un esempio di intervallo di quinta può essere ad esempio Do - Sol, e chiameremo questo intervallo di quinta giusta poiché, facendo riferimento alla scala maggiore della fondamentale dell'intervallo (Do), entrambe le note appartengono a tale scala. La distanza tra Do e Sol è di 5 posizioni: Do - Re - Mi - Fa - Sol e ciò ne determina la distanza dell'intervallo (di quinta, appunto, in questo caso).
Tenendo lo stesso intervallo, ma alterando positivamente la nota Sol di un semitono cromatico consideriamo l'intervallo Do - Sol♯: abbiamo così allargato l'intervallo di un semitono ed abbiamo ottenuto l'intervallo di quinta aumentata. Aumentando nuovamente di un semitono la nota Sol♯ in Sol doppio diesis, andiamo ad ottenere l'intervallo di quinta più che aumentata. Allargando di nuovo l'intervallo di un semitono ad esempio alterando negativamente la fondamentale Do in Do bemolle otteniamo l'intervallo Do bemolle - Sol doppio diesis che è un intervallo di quinta eccedente. Lo stesso ragionamento può essere applicato a tutte le quinte giuste conosciute.